# Wenn es passiert
Wenn Es Passiert is een single van de Duitse popgroep Wir Sind Helden. Het nummer komt van het album Von hier an blind.
De single werd als tune gebruikt voor het Wereldkampioenschap voetbal 2006 in Duitsland. Al met al leverde dit de band hun eerste hitnotering in Nederland op.

## Tracks
1. Wenn Es Passiert (Album Version)
2. Photogallerie (Enhanced Part)
3. Rüssel An Schwanz (Live 05)
4. Ausser Dir (Live 05)

## Hitnotering Nederland
| Wenn Es Passiert in de Nederlandse Top 40 | Wenn Es Passiert in de Nederlandse Top 40 | Wenn Es Passiert in de Nederlandse Top 40 | Wenn Es Passiert in de Nederlandse Top 40 | Wenn Es Passiert in de Nederlandse Top 40 | Wenn Es Passiert in de Nederlandse Top 40 |
| week                                      | 1                                         | 2                                         | 3                                         | 4                                         |                                           |
| ----------------------------------------- | ----------------------------------------- | ----------------------------------------- | ----------------------------------------- | ----------------------------------------- | ----------------------------------------- |
| Nummer                                    | 37                                        | 36                                        | 36                                        | uit                                       |                                           |